# Phyllonorycter carpini
Phyllonorycter carpini là một loài bướm đêm thuộc họ Gracillariidae. Nó được tìm thấy ở Nhật Bản (Hokkaidō) và vùng Viễn Đông Nga.
Sải cánh dài 5.5-6.5 mm. 
Ấu trùng ăn Carpinus cordata, Carpinus laxiflora và Carpinus tschonoskii. Chúng ăn lá nơi chúng làm tổ. 